# Aquila Romanus
Aquila Romanus (III wiek n.e.) – rzymski retor i gramatyk, autor dzieła De figuris sententiarum et elocutionis (O figurach retorycznych).